# Транспортний штрек

Транспортний штрек — гірнича виробка, розташовується нижче ярусу або підповерху, який обслуговується. Він оснащений стрічковим конвеєром для доставки гірничої маси до рейкових шляхів (вагонеток) або монорейкової дороги для доставки матеріалів, обладнання і породи. Використовується, як правило, для підведення до очисного вибою свіжого повітря.